# Filogranella elatensis
Filogranella elatensis är en ringmaskart som beskrevs av Ben-Eliahu och Dafni 1979. Filogranella elatensis ingår i släktet Filogranella och familjen Serpulidae.
Artens utbredningsområde är Röda havet. Inga underarter finns listade i Catalogue of Life.